# Stenarctia quadripunctata
Stenarctia quadripunctata là một loài bướm đêm thuộc phân họ Arctiinae, họ Erebidae.